# Eriococcus milleri
Eriococcus milleri är en insektsart som beskrevs av James Mather Hoy 1959. Eriococcus milleri ingår i släktet Eriococcus och familjen filtsköldlöss. Inga underarter finns listade i Catalogue of Life.